# 宮城県道268号伊豆沼くりこま高原駅線
宮城県道268号伊豆沼くりこま高原駅線（みやぎけんどう250ごう くりこまこうげんていしゃじょうせん）は、宮城県栗原市を通る一般県道である。
平成31年3月29日に宮城県道250号くりこま高原停車場線と宮城県道268号くりこま高原停車場伊豆沼線を廃止し、両路線を統合する形で本路線が新しく認定された。